# 몽골의 대외 관계
아래는 몽골의 대외 관계에 대한 설명이다.

## 한반도
일찍이 378년 가을 9월에 거란이 고구려의 북쪽 변경을 침범하는 등 노략질하였으나, 고구려는 거란의 여덟 부락을 빼앗았다. 광개토대왕 때는, 소수림왕 8년(378년)에 거란을 침입한다.(392년 9월) 395년 고구려는 염수(鹽水)로 진출하여 거란과 패려(稗麗)를 정벌하여 6~700영을 쳐부수고 수없이 많은 소, 말, 양떼를 노획하였다. 하지만 거란이 몽골과 고고학적인 묘제와 장식구들을 보면 관련이 있다고 보기는 힘들다는게 학자들의 주장이다. 몽골의 직계 조상인 더더우위는 몽골 초원 동부에 존재하였고 장수왕이 분할 점령을 시도하였고 더더우위(몽골인)들은 오랫동안 고구려에 점령되어 복속된 것으로 본다. 거란은 광개토대왕의 공격을 받고 거의 대부분 복속되었다.

## 고려, 조선
요나라가 멸망한 후, 몽골족이 나타났고 이들이 통일하여 세운 몽골제국이 등장하여 금나라를 침공한 후, 압록강 유역에 고려와 처음 접했다.
처음에는 거란족 유민들이 세운 대요수국과 고려가 전쟁할 때, 고려는 몽골제국과 동맹을 맺어 대요수국을 토벌한 이후 첫 외교관계를 맺었다. 그러나 몽골 제국의 사절단이 고려 도적으로 변장한 동진국의 여진족들에게 습격을 당하여 살해당하자, 이를 구실로 고려를 여러 번 침략했다. 이후 고려는 몽골과 국교가 절단되었고, 1231년부터 1273년까지 42년 이상동안 전쟁을 해야했다. (여몽전쟁 참고.)
여몽전쟁이 끝난 후, 고려는 몽골 제국(1271년에 원으로 나라 이름을 변경)으로부터 보호국이 되었고, 고려 공민왕 이후, 공민왕의 개혁으로 원나라의 간섭을 벗어났다.

### 대한민국
몽골은 현재 남북한 동시수교국이다. 몽골은 과거 공산주의 국가였으므로, 1980년대까지 대한민국과는 미수교 상태였으나, 1990년 3월 26일 옛 공산권 국가들 중 가장 먼저 수교하였다. 울란바타르 시내를 달리는 차량의 거의 대부분은 한국산이며, 2천여 명의 한국인들이 몽골에서 학교, 병원, 기업 등을 운영하고 있다.
그리고 2만 명 이상의 몽골인들도 한국에서 생활하고 있다. 특히 최근 대한민국 정부가 수차례 공개적으로 자원 외교의 중요성을 역설한 이후 대한민국 기업들의 자원 개발 투자가 러시를 이루는데, 가장 대표적인 투자 지역 가운데 하나다. 2011년 8월 22일 대한민국과 몽골의 양국 정상은 양국 관계를 ‘포괄적 동반자 관계’로 격상하고, 에너지·자원 분야의 협력을 대폭 강화하기로 합의했다. 울란바타르에 대한민국 대사관이 개설되어 있다. 서울에 주한 대사관이 있다. (→대한민국의 대외 관계, 주한 몽골 대사관, 주몽골 대한민국 대사관, 주부산 몽골 영사관 등을 참조)

### 조선민주주의인민공화국
조선민주주의인민공화국과는 1948년 수교하여 북한과 깊은 관계에 있던 공산국가이기도 했다. 그러나 1990년 대한민국과의 수교한 후에는 대한민국과도 우호협력관계를 증진하고 있다.(→조선민주주의인민공화국의 대외 관계)

## 중국
역사적으로 몽골과 중국은 수많은 전쟁을 치렀다. 중국의 만리장성은 몽골과 중앙아시아로부터 침입하는 무리들을 물리치기 위하여 건설되었다. 1211년 칭기즈 칸의 정복을 시작으로, 1271년 원나라를 건설하고, 쿠빌라이 칸 치세의 몽골은 1279년 중국 전역을 성공적으로 정복하였다. 이후 몽골 초원은 홍타이지(재위 1626년 ~ 1643년) 이후 청나라의 지배를 받으며 조공을 올리고 자치권을 인정받았다. 그러나 청나라는 강희제와 건륭제 대에 몽골을 공략하여 완전히 복속시켰고 이를 외몽골이라 칭하였다.

### 중화인민공화국
러시아에서 10월 혁명(1917)이 일어나자 1920년에 중국이 외몽골의 자치를 철폐시켰으나, 그 해에 反중국·민족해방을 목표로 몽골 인민혁명당이 결성되었다. 1921년에 담딘 수흐바타르가 혁명군을 조직하여 제2차 혁명을 일으켜 독립하였다. 몽골은 중화인민공화국의 9번째 수교국이나, 중소 국경 분쟁 때문에 난리를 겪기도 했다. 특히 몽골은 구 소련의 위성국가라고 할 만큼 소비에트연방(소련)과 상당한 친교 관계를 유지했으며, 소련과 중화인민공화국 사이의 국경 분쟁에서 구 소련의 편에 서기도 하였다. 1980년대 말 소련과 중국 간의 화해로, 중국-몽골의 관계 또한 개선되기 시작하였다. 1990년대 이래, 중국은 몽골의 최대 교역국이 되었고 수많은 중국 회사들이 몽골 내에서 운영되고 있다. 한편, 내몽골 자치구는 중화인민공화국의 영토이므로 문제점이 많다.(→중화인민공화국의 대외 관계)

### 중화민국
1911년에 중국에서 신해혁명이 일어나자, 외몽골은 중국의 지배에서 벗어날 기회를 잡고 그 해 12월에 혁명(제1차 혁명)을 일으켜 중화민국으로부터 자치를 인정받았다. 러시아 혁명(1917)이 일어나자 외몽골은 중화민국으로부터 독립했고 내몽골 자치구는 중화민국과 중화인민공화국의 지배를 받았다. 그러나 중화민국은 소련과 조약 때 몽골을 독립국으로 인정했으나 중화민국의 공산화와 구 소련과의 단교로 인하여 그 승인을 취소하였다. 그 후 중화민국은 2002년 10월에서야 몽골과 비공식 관계를 가짐으로써 사실상 독립국으로 간주하게 되었다. 그러나 명목상으로는 여전히 중화민국의 강역으로 간주되고 있다.
그러나 천수이볜 정부 시기(2000~08)에 외몽골을 대륙 지구(大陸地區)에서 제외하고 양국 수도에 대표부를 설치하는 등 중화민국 정부가 사실상 몽골을 승인하는 태도를 취하면서 몽골에 대한 중화민국의 입장은 다소 모호한 상황이 되었다. 몽골과 관련된 업무는 몽장위원회(蒙藏委員會)가 맡아 왔으나, 차이잉원 정부 시기에 폐지되었다. 몽골의 수도 울란바타르에 있는 중화민국의 대표부인 주울란바토르 타이베이 무역경제대표처는 외교부가 관리하고 있다. (→중화민국의 대외 관계)

## 러시아
예로부터, 몽골은 러시아와 친밀한 관계를 유지하고 있다.
1917년 이후 몽골은 러시아 혁명의 여파에 휘말렸다. 1921년에 담딘 수흐바타르가 전란을 수습하고 1924년 국호를 몽골 인민 공화국이라 함에 따라 소비에트 연방의 지원으로 몽골은 정부형태를 군주제에서 인민공화제로 고쳐 국호를 몽골 인민 공화국으로 정하고, 세계에서 두 번째로 공산주의 국가가 되었다. 그 당시에 백군 5,000명이 몽골을 침략했을 때, 소비에트 연방이 몽골에 지원을 해주어 백군을 물리쳐 승리를 차지하였기도 하였으며, 이후 몽골은 소련에 많은 지원을 해주었으며, 중소 국경 분쟁이 발생할 때 소련을 즉시 지원하였다.
몽골은 지금도 러시아와는 우호적인 관계를 유지하고 있다. (→러시아)

## 헝가리
헝가리가 벨러 4세의 치하(1235년~70년)이던 1241~42년, 우구데이 칸(재위:1229~41년)이 지휘하는 몽골 제국의 군대는 독일 동부에서 독일의 저항에 부딪히자, 남쪽으로 방향을 바꾸어 헝가리에서 작전 중인 부대에 합류했고, 1241년 4월 헝가리군을 격파한 몽골군은 헝가리에서의 몽골 점령의 기초를 구축했다. 이로써 헝가리는 국토가 황폐화되고, 절대다수의 주민들이 죽임을 당했다.

## 미국
미국은 1960년대 초에, 중화인민공화국과 소련을 견제할 목적으로 몽골과 수교하려고 하였고, 몽골의 유엔 가입 때 중화인민공화국이 거부권을 행사하지 못하도록 압력을 넣었다. 그러나 실제 수교는 늦어져서, 소련의 개혁, 개방 정책과 중앙유럽의 개혁, 개방 시기인 1987년 1월 27일에 미국과 수교에 합의했고 지금도 돈독한 교류를 유지하고 있다.(→미국의 대외 관계)

## 일본
몽골은 당시 원나라 시절에 쿠빌라이 칸이 일본 원정을 고려와 합세하여, 정복하려 하였으나, 일본의 방어와 태풍으로 실패하였다.
현대에는 1972년 외교 관계를 수립했고, 1987년 몽골 총리가 최초로 일본을 방문했으며, 2010년 차히아긴 엘베그도르지(Tsakhiagiin Elbegdorj) 몽골 대통령이 일본을 방문하였다.

## 우크라이나
몽골은 제국 시절에 오고타이 칸이 서방으로 영역을 넓히기 위해 키예프 대공국을 침공하였다. 이로 인해서 키예프 대공국은 몽골 제국에 의해서 붕괴하였고, 주민들은 혼란에 빠지고 말았다. 붕괴한 뒤에 몽골 제국은 크림반도 연안에 킵차크 칸국이라는 나라를 세웠고, 수 백년간 통치하였다. 후에, 리투아니아가 우크라이나 서부를 몽골 제국으로부터 빼앗자 몽골은 쇠퇴하여 가는 상태에서 우크라이나 서부를 빼앗길 수 밖에 없었다. 오늘날에도 역사적인 이유로 그리 관계가 좋지는 않으나, 통상적인 외교는 진행되어 가는 상태이다.

## 영국
몽골과 영국은 1963년 수교하였다.

## 프랑스
원나라 시절에 프랑스 왕 루이 9세의 사신 기욤 드 루브룩이 원나라를 방문한 일이 있다.
현대에 몽골과 프랑스는 1964년 수교하였다.

## 같이 보기
- 몽골 주재 외국공관 목록
- 몽골의 재외공관 목록
- 몽골 외교부